# Малинники (платформа)
Малинники (бел. Малíннiкi) — остановочный пункт пассажирских поездов пригородного сообщения вблизи одноимённой деревни Бобруйского района (Могилёвская область, Белоруссия).
Расположен между остановочным пунктом 331 км и железнодорожной станцией Телуша (отрезок Осиповичи — Жлобин железнодорожной линии Минск — Гомель). Действует пригородное пассажирское сообщение электропоездами по маршруту Осиповичи — Жлобин, а также дизель-поездом по маршруту Рабкор — Жлобин.
Примерное время в пути со всеми остановками от ст. Осиповичи I — 1 ч. 22 мин., от ст. Жлобин — 1 ч. 0 мин.
Билетная касса в здании платформы отсутствует; билет на проезд можно оплатить у кассиров (поезда на данном участке сопровождаются кассирами) или приобрести онлайн.
В 300 метрах от платформы проходит автомобильная дорога международного значения М5 (Минск — Гомель).